# Электромеханика (завод)
Акционерное общество «Электромеханика» — промышленное предприятие в Пензе, выпускает оборудование для локомотивов и электропоездов, а также средства управления дорожным движением. Одно из ведущих промышленных предприятий региона .
Система менеджмента бизнеса АО «Электромеханика» сертифицирована на соответствие требованиям Международного стандарта ISO 9001:2015 и национального — ГОСТ Р ИСО 9001-2015.

## История компании

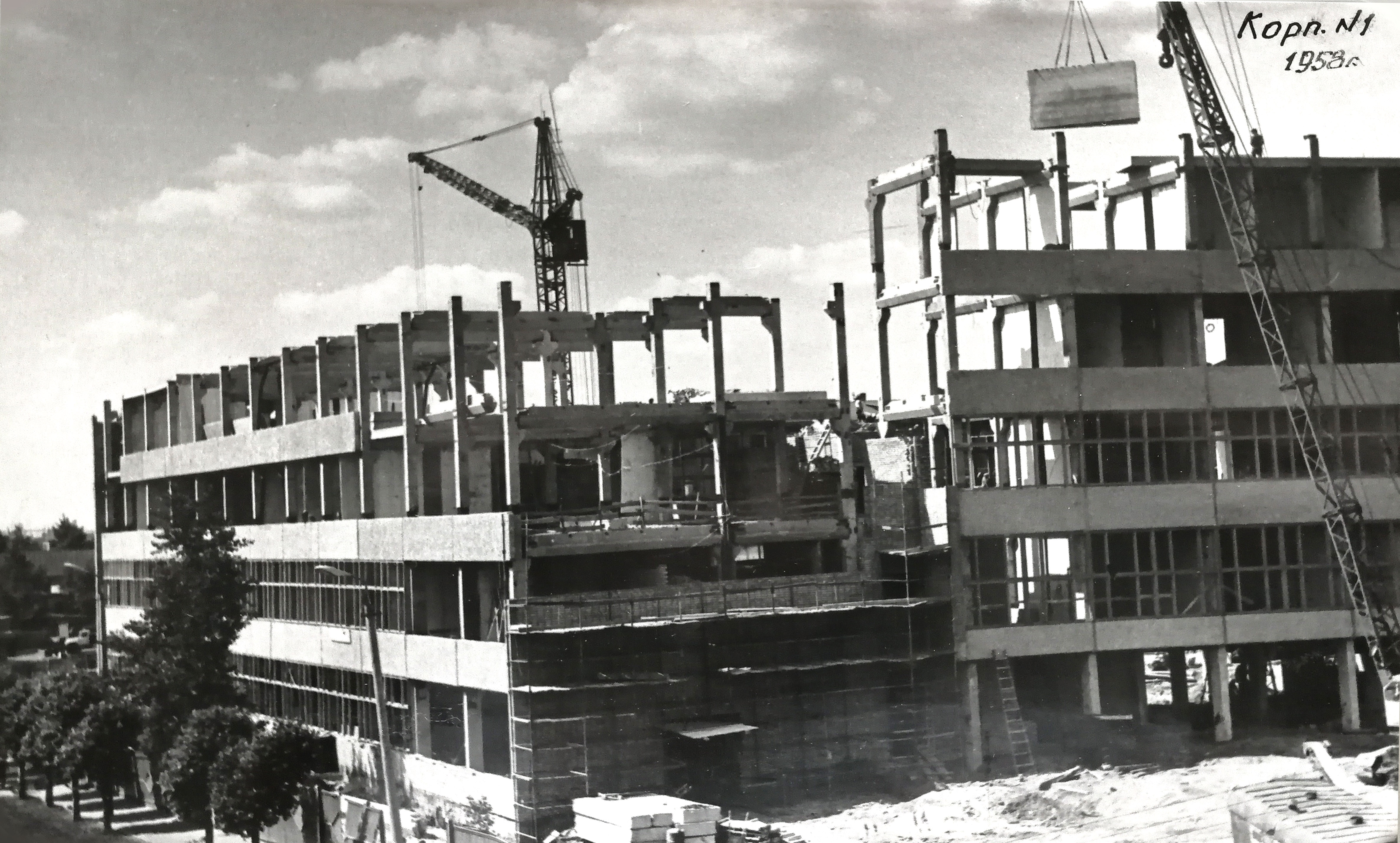
Возведение административного корпуса №1

Строительство предприятия в качестве филиала Завода счетно-аналитических машин началось в Пензе в 1956 году.
В 1961 году состоялся переход из филиала и основание Завода точной электромеханики (ТЭМ). В это время на предприятии выпускались устройства для летательных космических аппаратов, которые использовались во всех 3-х ступенях космического корабля «Союз».
Также в 1960-е гг. на предприятии начались разработки в сфере электронно-вычислительной техники -  ТЭМ стал единственным заводом в СССР, освоившим серийный выпуск аналоговых вычислительных машин, счетно-перфорационных машин, устройств подготовки данных на перфокартах, контрольников, сортировок с ручным вводом информации для машинно-счетных станций, ЭКВМ «Искра». Всего было освоено производство 9-ти видов аналоговых вычислительных машин и 4-х видов счетно-перфорационных машин.
В 1976 году приказом министра приборостроения, средств автоматизации и систем управления СССР на базе завода ТЭМ создано производственное объединение «Электромеханика».
В 1981 году Тбилисским заводом «Тбилприбор» в ПО «Электромеханика» было передано производство механических скоростемеров 3СЛ2М для определения параметров скорости железнодорожного транспорта, что положило начало развитию направления железнодорожного оборудования на предприятии. Скоростемеры 3СЛ2М были установлены на локомотивы железных дорог России, Белоруссии, Украины, Латвии, Эстонии, Литвы и Казахстана, а также на рельсовый транспорт промышленных предприятий этих стран.
С 1980-х гг. производственное объединение занялось освоением устройств для автоматизированной системы управления технологическими процессами (АСУ ТП) энергоблоков атомных электростанций: универсальных программируемых контроллеров для управления технологическими процессами, устройств для создания программ, пультов управления. Оборудованием были укомплектованы АЭС и ГРЭС в России, а также АЭС  «Козлодуй» в Болгарии.
С 1990 года продолжилось развитие железнодорожного направления на предприятии – в рамках замены механических скоростемеров 3СЛ2М началось производство электронных комплексов КПД-3 с дополнительными функциями по контролю скорости железнодорожного транспорта. А в 1999 году с началом выпуска дорожных контроллеров «Каскад» на предприятии было открыто новое направление по производству средств управления дорожным движением.
В 1992 году производственное объединение было преобразовано в ОАО «Электромеханика», в 2020 году - в ПАО "Электромеханика", а в 2024 году - в АО "Электромеханика".

В 2000-х годах предприятие продолжило работу над оборудованием для атомных электростанций и выпустило систему контроля реактора и турбины для Калининской АЭС. Также в ПАО «Электромеханика» началась разработка систем по измерению расхода топлива тягового подвижного состава.

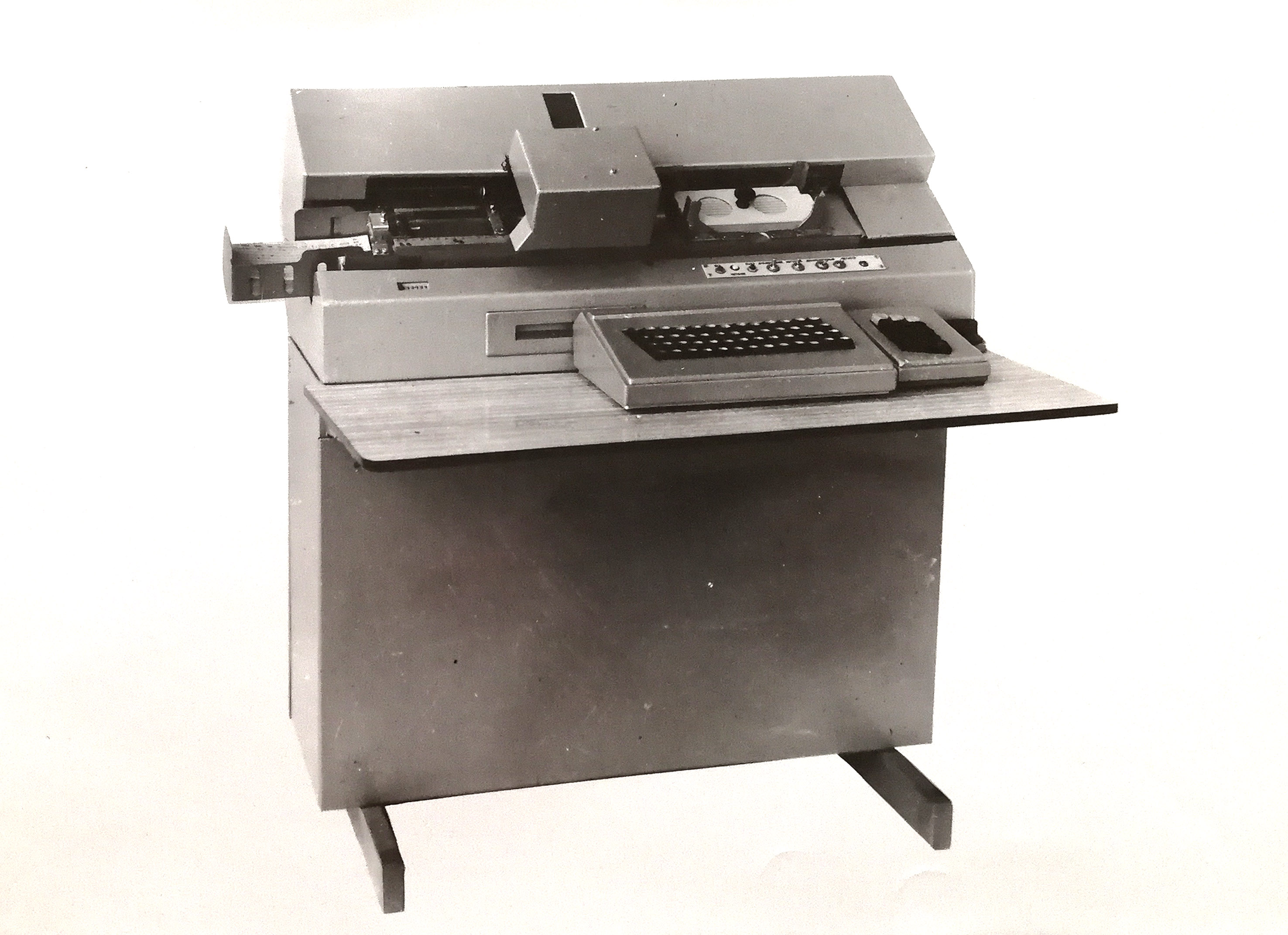
Перфоратор серии ЕС-80 производства ПАО «Электромеханика» для работы с перфокартами и контрольниками

## Выпускаемая продукция (на 2024 год)
В 2024 году АО «Электромеханика» выпускает продукцию по двум основным направлениям:
Производство оборудования и программного обеспечения для ж/д транспорта:
- локомотивные скоростемеры КПД-3П[7];
- системы учета и контроля топлива тепловозов и ССПС;
- система видеорегистрации для локомотивов;
- бортовые устройства АЛС;
- система индикации плотности тормозной магистрали подвижного состава[8];
- комплексный монтаж устройств безопасности локомотивов и др.

Производство систем управления дорожным движением:
- дорожные светодиодные светофоры;
- дорожные контроллеры для управления сигналами светофора;
- программное обеспечение для дистанционного управления дорожным движением (АСУДД)[9] [10] и др.

Оборудование установлено в городах России, Казахстана, Кыргызстана, Кубы, применяется для реализации федерального проекта «Безопасные и качественные дороги».

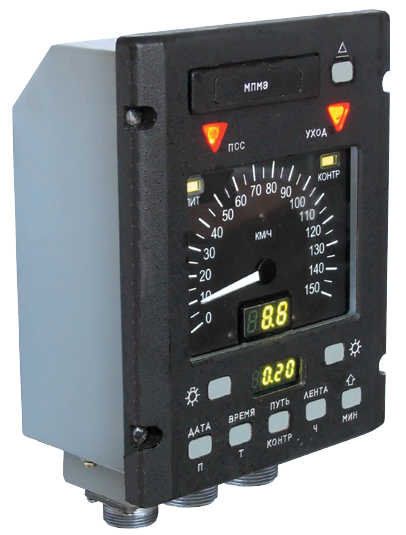
Блок управления комплекса КПД-3ПВ (электронного скоростемера)

## Руководство
- Сазонов Николай Григорьевич (1961—1976)
- Жилинский Владислав Николаевич (1976—1986)
- Малышев Юрий Михайлович (1987—1988)
- Скляр Игорь Ефимович (1988—1995)
- Овчинников Николай Сергеевич (1995—1999)
- Горланов Алексей Александрович (2000—2004)
- Сегаль Михаил Ефимович (2004—2007)
- Наземнов Андрей Владимирович (с 2007)

## Примечания

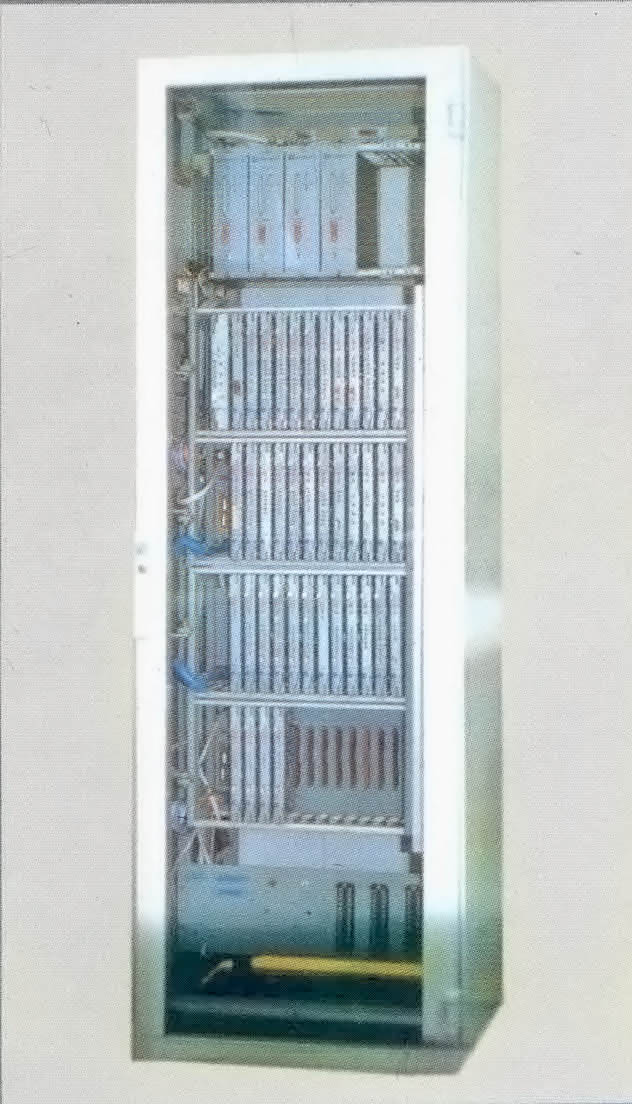
Базовый шкаф унифицированного комплекса технических средств УКТС-А для АСУ ТП атомных электростанций